# ليزلي رول
ليزلي رول (بالإنجليزية: Leslie Rule)‏ (1958، سياتل في الولايات المتحدة)؛ مصورة وروائية أمريكية.

## روابط خارجية
- ليزلي رول على موقع IMDb (الإنجليزية)